# Natriumhydrogensulfit
Natriumhydrogensulfit (NaHSO3), auch Natriumbisulfit, ist ein Natrium-Salz der Schwefligen Säure. Es ist außerhalb von wässrigen Lösungen nicht stabil.

## Darstellung
Eine wässrige Lösung von Natriumdisulfit ergibt Natriumhydrogensulfit.
{\displaystyle \mathrm {Na_{2}S_{2}O_{5}+H_{2}O\ \rightleftharpoons \ 2\ NaHSO_{3}} }
Schwefeldioxid durch eine Lösung von Natriumcarbonat leiten ergibt ebenfalls Natriumhydrogensulfit.
{\displaystyle \mathrm {2\ SO_{2}+H_{2}O+Na_{2}CO_{3}\ \rightleftharpoons \ 2\ NaHSO_{3}+CO_{2}} }

## Eigenschaften
Im Handel befindet es sich als Lösung mit einem zwischen 37 und 50 % liegenden Gehalt an Natriumhydrogensulfit. Diese Lösungen weisen ätzende, reduzierende und stark bleichende Eigenschaften auf. Beim Konzentrieren der wässrigen Lösung entsteht Natriumdisulfit (Na2S2O5) bzw. Natriumsulfit.
Von Bedeutung ist die Additionsreaktion mit Aldehyden oder Ketonen zu sogenannten Hydrogensulfitaddukten (Bisulfitaddukten), wobei sich der Schwefel des Hydrogensulfitions nukleophil an die Carbonylgruppe unter Bildung eines Hydroxyalkylsulfonations anlagert. Als Beispiel ist hier die Reaktion mit Formaldehyd unter Bildung des schwerlöslichen Natriumhydroxymethylsulfonats demonstriert:
{\displaystyle \mathrm {HCHO+NaHSO_{3}\longrightarrow HO{-}CH_{2}{-}SO_{3}Na} }
Die Hydrogensulfit-Addition wird häufig zur Aufreinigung von Aldehyden oder Ketonen verwendet, da sie unter basischen oder auch sauren Bedingungen reversibel ist.

## Verwendung
Als Lebensmittelzusatzstoff E 222 findet Natriumhydrogensulfit Verwendung als Konservierungsmittel z. B. bei der Stärke- und Zuckerherstellung, Antioxidationsmittel und als Stabilisator in Lebensmitteln sowie zur Analyse von Methylierungsmustern in DNA. Genutzt wird es auch als Reduktionsmittel in der chemischen Industrie zur Abwasserbehandlung. Es kommt auch in der Papierindustrie zum Einsatz. Es wird in der Sulfomethylierung zur Herstellung von waschaktiven Substanzen, Ionentauschern und wasserlöslichen Harzen verwendet.
{\displaystyle {\ce {RSO2NH2 + CH2O + NaHSO3 -> RSO2NHCH2SO3Na + H2O}}}